# Jadwiga Barańska
Jadwiga Barańska (Łódź, 21 de outubro de 1935 – Los Angeles, 24 de outubro de 2024) foi uma atriz e roteirista polonesa. Tornou-se conhecida do grande público através de sua parceria com Jerzy Antczak, em seus premiados longas-metragens A Condessa Cosel (1968) e Noites e Dias (1975).

## Vida pessoal
Jadwiga é a esposa do diretor polonês Jerzy Antczak, com quem tem um filho, Mikołaj, nascido em 1964.

## Morte
Jadwiga morreu no dia 24 de outubro de 2024 em Los Angeles, Estados Unidos aos 89 anos.

## Filmografia selecionada
- Wraki (1956) como Irena
- Powrót doktora Von Kniprode (1965)
- Hrabina Cosel (1968) como Anna Constantia Hoym, condessa, Anna Constantia of Brockdorff
- Epilog Norymberski (1970) como uma vítima de Auschwitz Auschwitz
- Kłopotliwy gość (1971) como a secretária
- Noce i dnie, Nights and Days (1975) como Barbara Niechcic
- Trędowata (1976) como Condessa Idalia Elzonowska
- Gniazdo wdów (Nido de viudas, 1977) como Carmen
- Noce i dnie, em inglês Nights and Days, (série de TV) (1977) como Barbara Niechcic
- Dama kameliowa (1995) como roteirista
- Chopin, Pragnienie miłości, em inglês Chopin: Desire for Love (2002) como Justyna Chopin, mãe de Frédéric Chopin